# 진주 용산사 대웅전
진주 용산사 대웅전(晉州 龍山寺 大雄殿)은 대한민국 경상남도 진주시 명석면 용산리, 용산사에 있는 대웅전이다. 2011년 6월 2일 경상남도의 문화재자료 제532호로 지정되었다.

## 개요
용산사 대웅전은 명석면 용산리 산19-1번지에 소재하고 있으며 대웅전은 1921년에 용산에 거주하던 참봉 박헌경이 어머니의 극락왕생을 기원하기 위하여 건립하였다. 대웅전의 구조는 맞배집형태의 기본구조에 좌우로 지붕을 달아내어 독특한 형태의 지붕구조를 갖고 있으며, 일반 대웅전과는 다르게 온돌시설에 루마루 형태의 기초를 갖추고 전퇴간을 두어 계자난간을 두른 형태를 하고 있다.
대웅전의 건립연도는 그리 오래 디지 않았으나 전통건축형태에서 변형된 형태를 하고 있어 근대로 변화되는 건축기법의 일면을 보여주고 있어 전통건축연구 자료로서 가치가 높다. 또한 건축물의 형태나 활용 등에 있어서 복합적인 성격을 나타내고 있어서 한옥건축의 다양한 형태연구에도 좋은 자료를 제공하는 건축물이다.

## 참고 자료
- 진주 용산리 용산사 대웅전 - 국가유산청 국가유산포털